# François de L'Estra
Pour les articles homonymes, voir Lestra.
François de L'Estra est un voyageur français né en 1650 et mort en 1697. Il est connu pour sa relation intitulée Relation ou journal d'un voyage nouvellement fait aux Indes Orientales, qui paraît en 1677. Il y raconte un voyage maritime fait entre 1671 et 1675 jusqu'aux Indes orientales.